# Mechef Rech
Le Mechef Rech, ou Livre Noir, attribué au Sheikh Adi, est l'un des deux livres saints du Yézidisme avec le Kitêba Cilwe ou Livre de la révélation. Il décrit la cosmogonie yézidie, l'origine de l'humanité, l'histoire de la religion et les lois d'un antiquaire, écrivain, savant  du nom de Jeremiah Shamir de  Mossoul .